# 蔡卿雲
蔡卿雲（?—?），湖北省黃州府蘄水縣人，清朝政治人物、進士出身。
光緒九年（1883年），参加癸未科殿試，登進士二甲46名。同年五月，著以主事分部学习。